# Замка (филм из 2024)
Замка (енгл. Trap) амерички је психолошки трилер из 2024. у режији и по сценарију М. Најта Шјамалана. Радња прати серијског убицу (Џош Хартнет) који избегава полицијску блокаду док је присуствовао концерту са својом ћерком.
Филм је приказао Warner Bros. Pictures. Добио је помешане рецензије критичара и зарадио преко 80 милиона долара широм света, у односу на буџет од 30 милиона долара.

## Радња
Отац и његова ћерка тинејџерка присуствују поп концерту, али убрзо схватају да су у седишту мрачног и злокобног догађаја.

## Улоге
| Глумац               | Улога             |
| -------------------- | ----------------- |
| Џош Хартнет          | Купер             |
| Аријел Донохју       | Рајли             |
| Салека Најт Шјамалан | Лејди Рејвен      |
| Алисон Пил           | Рејчел            |
| Хејли Милс           | др Џозефина Грант |
| Џонатан Лангдон      | Џејми             |
| Марк Баколкол        | Спенсер           |
| Лохлан Милер         | Логан             |